# アート・トーマス
"セーラー" アート・トーマス（"Sailor" Art Thomas、本名：Arthur Thomas、1924年1月30日 - 2003年3月20日）は、アメリカ合衆国のプロレスラー。アーカンソー州ガードン出身のアフリカ系アメリカ人。
"セーラー" の異名通り、船乗り上がりのプロレスラーであり、"シーマン" アート・トーマス（"Seaman" Art Thomas）のリングネームでも活動した。

## 来歴
海兵隊員や商船の乗組員を経て、ボディビルで活動後にプロレス入り。鍛え上げられた肉体と怪力を誇る大型の黒人ベビーフェイスとして、南部、中西部、東海岸から西海岸、カナダまで北米各地で活躍。
1960年代初頭には、WWWFの前身団体であるニューヨークのNWAキャピトル・レスリングにて、バディ・ロジャースが保持していたNWA世界ヘビー級王座に再三挑戦。ベアキャット・ライトやスウィート・ダディ・シキとも黒人トリオを組み、1961年10月23日にはワシントンD.C.にて、グレート東郷、芳の里、そしてアメリカ修行時代のショーヘイ・ババことジャイアント馬場と6人タッグマッチで対戦している。
1962年6月15日にはテキサス州ヒューストンにて、ザ・マミーを破りNWAテキサス・ヘビー級王座を獲得。カナダのトロントではジョン・ポール・ヘニングと組み、1963年7月25日にジョニー・バレンタイン&ブルドッグ・ブラワーからインターナショナル・タッグ王座を奪取している。1964年にはバーン・ガニア主宰のAWAに参戦、ザ・クラッシャーと抗争を展開した。
主戦場のWWWFでは1963年から1965年にかけて、バディ・オースチン、スカル・マーフィー、キラー・コワルスキー、ジョン・トロス、ビル・ワット、ワルドー・フォン・エリック、ヒール時代のゴリラ・モンスーンらと対戦。ドリー・ディクソンやボボ・ブラジルとの黒人ユニットでも活躍した。ブラジルとのコンビでは1965年にデトロイトにて "ハンサム" ジョニー・バレンド&マグニフィセント・モーリスを破り、NWA世界タッグ王座を獲得している。
1967年2月、ハンス・シュミットやブラックジャック・ダニエルと共に日本プロレスの『MSGシリーズ』に来日。3月6日には広島県立体育館にて、シリーズ後半戦に来日したブルーノ・サンマルチノとのベビーフェイス・マッチが行われた。帰国後、1960年代後半はフロリダやミッドアトランティックなどNWAの南部テリトリーを転戦した。
1971年はAWAに再登場し、ニック・ボックウィンクル、レイ・スティーブンス、ブラックジャック・ランザ、ラリー・ヘニング、ラーズ・アンダーソン、イワン・コロフらと対戦。1972年からはディック・ザ・ブルーザー主宰のインディアナポリス版WWAにも出場、バロン・フォン・ラシクとWWA世界ヘビー級王座を争った。以降、1970年代はWWAを主戦場に、ザ・シーク、ブラックジャック・マリガン、オックス・ベーカー、アーニー・ラッド、バリアント・ブラザーズ、ミツ・アラカワらヒール勢と抗争、日本から海外修行に来ていたヒゴ・ハマグチことアニマル浜口やキム・ドクとも対戦した。
WWAでの活動と並行してNWAの主要テリトリーにも参戦しており、1976年2月6日にはセントルイスのキール・オーディトリアムにてドリー・ファンク・ジュニア&パット・オコーナーと組み、アメリカ遠征中だった馬場&ジャンボ鶴田にディック・マードックが加わったトリオと6人タッグマッチで対戦。同年12月7日にはフロリダにて、スーパースター・ビリー・グラハムとの当時の新旧筋肉マン対決が行われている。
以降はセミリタイアの状態ながら、シカゴでのAWA&WWAの合同興行やセントルイス・レスリング・クラブのビッグマッチに1980年まで単発的に出場。1980年2月22日にはセントルイスにてキングコング・ブロディとも対戦した。
引退後は1987年11月16日、WWFで行われたオールドタイマーによるレジェンズ・バトルロイヤルに、ルー・テーズ、オコーナー、コワルスキー、ブラジル、クラッシャー、ボックウィンクル、スティーブンス、ジン・キニスキー、エドワード・カーペンティア、アル・コステロ、ペドロ・モラレス、アーノルド・スコーラン、チーフ・ジェイ・ストロンボー、バロン・シクルナ、ジノ・ブリット、トニー・ガレア、レネ・グレイ、ドミニク・デヌーチらと共に出場している。
2003年3月20日、癌のため死去。79歳没。
2016年4月2日、プロレス界での功績を称え、WWE殿堂のレガシー部門に迎えられた。

## 得意技
- ベアハッグ[1]
- アルゼンチン・バックブリーカー[2]

## 獲得タイトル
サウスウエスト・スポーツ・インク
- NWAテキサス・ヘビー級王座：2回[8]

メープル・リーフ・レスリング
- インターナショナル・タッグ王座（トロント版）：1回（w / ジョン・ポール・ヘニング）[9]

NWAビッグタイム・レスリング
- NWA世界タッグ王座（デトロイト版）：1回（w / ボボ・ブラジル）[13]

ワールド・レスリング・アソシエーション
- WWA世界ヘビー級王座（インディアナポリス版）：1回[23]

WWE
- WWE殿堂（レガシー部門）：2016年[22]